# هنريك اولسون (مقدم تلفزيوني)
هنريك اولسون (بالسويدية: Henrik Olsson)‏ هو مقدم تلفزيوني سويدي، ولد في 15 سبتمبر 1970.